# Ilkka Koho
Ilkka Koho (1958. március 10. –) finn nemzetközi labdarúgó-játékvezető.

## Pályafutása

### Nemzetközi játékvezetés
A Finn labdarúgó-szövetség Játékvezető Bizottsága (JB) terjesztette fel nemzetközi játékvezetőnek, a Nemzetközi Labdarúgó-szövetség (FIFA) 1992-től tartotta nyilván bírói keretében. Több nemzetek közötti válogatott és klubmérkőzést vezetett. A finn nemzetközi játékvezetők rangsorában, a világbajnokság-Európa-bajnokság sorrendjében a 3. helyet foglalja el 8 találkozó szolgálatával. Az aktív nemzetközi játékvezetéstől 1998-ban búcsúzott. Válogatott mérkőzéseinek száma: 9.

#### Világbajnokság
A világbajnoki döntőhöz vezető úton Egyesült Államokba a XV., az 1994-es labdarúgó-világbajnokságra és Franciaországba a XVI., az 1998-as labdarúgó-világbajnokságra a FIFA JB bíróként alkalmazta.

##### 1994-es labdarúgó-világbajnokság

###### Selejtező mérkőzés
| Időpont             | Helyszín                   | Mérkőzés típusa           | Mérkőzés              | Eredmény | Nézők száma |
| ------------------- | -------------------------- | ------------------------- | --------------------- | -------- | ----------- |
| 1992. október 28.   | Luzsnyiki Stadion, Moszkva | előselejtező (7. csoport) | Oroszország–Luxemburg | 2 : 0    | 1 750       |
| 1971. február 3.    | Ibrox Stadion, Glasgow     | előselejtező (4. csoport) | Skócia–Málta          | 3 : 0    | 35 490      |
| 1993. szeptember 5. | Kadriorg Stadion, Tallinn  | előselejtező (4. csoport) | Észtország–Portugália | 0 : 2    | 2 750       |

##### 1998-as labdarúgó-világbajnokság

###### Selejtező mérkőzés
| Időpont             | Helyszín                       | Mérkőzés típusa           | Mérkőzés                  | Eredmény | Nézők száma |
| ------------------- | ------------------------------ | ------------------------- | ------------------------- | -------- | ----------- |
| 1996. szeptember 1. | Köztársasági Stadion, Chișinău | előselejtező (7. csoport) | Moldova–Anglia            | 0 : 3    | 13 500      |
| 1997. április 30.   | Daugavas Stadion, Riga         | előselejtező (4. csoport) | Litvánia–Fehéroroszország | 2 : 0    | 4 200       |

#### Európa-bajnokság
Az európai-labdarúgó torna döntőjéhez vezető úton Angliába a X., az 1996-os labdarúgó-Európa-bajnokságra az UEFA JB játékvezetőként foglalkoztatta.

##### 1996-os labdarúgó-Európa-bajnokság

###### Selejtező mérkőzés
| Időpont             | Helyszín                   | Mérkőzés típusa           | Mérkőzés                   | Eredmény | Nézők száma |
| ------------------- | -------------------------- | ------------------------- | -------------------------- | -------- | ----------- |
| 1994. október 12.   | Stal Stadion, Mielec       | előselejtező (7. csoport) | Lengyelország–Azerbajdzsán | 1 : 0    | 11 000      |
| 1995. június 7.     | Arms Park Stadion, Cardiff | előselejtező (4. csoport) | Wales–Grúzia               | 0 : 1    | 8 241       |
| 1995. augusztus 16. | Daugavas Stadion, Riga     | előselejtező (7. csoport) | Litvánia–Ausztria          | 3 : 2    | 2 600       |

---
A női európai labdarúgó torna döntőjéhez vezető úton Olaszország  rendezte az 1993-as női labdarúgó-Európa-bajnokságot, ahol az UEFA JB játékvezetőként foglalkoztatta. Vezetett mérkőzéseinek száma:

##### 1993-as női labdarúgó-Európa-bajnokság

###### Selejtező mérkőzés
| Időpont          | Helyszín                 | Mérkőzés típusa           | Mérkőzés                 | Eredmény | Nézők száma |
| ---------------- | ------------------------ | ------------------------- | ------------------------ | -------- | ----------- |
| 1991. október 6. | Torpedo Stadion, Moszkva | előselejtező (8. csoport) | Szovjetunió–Magyarország | 2 – 1    | 5000        |

#### Nemzetközi kupamérkőzések

##### UEFA-bajnokok ligája
| Időpont           | Helyszín                            | Mérkőzés típusa        | Mérkőzés                 | Eredmény | Nézők száma |
| ----------------- | ----------------------------------- | ---------------------- | ------------------------ | -------- | ----------- |
| 1995. december 6. | Amsterdam ArenA Stadion, Amszterdam | selejtező (D. csoport) | AFC Ajax–Ferencvárosi TC | 4 : 0    | 32 500      |